# Himalaya-waterspitsmuis
De Himalaya-waterspitsmuis (Chimarrogale himalayica) is een zoogdier uit de familie van de spitsmuizen (Soricidae). De wetenschappelijke naam van de soort werd voor het eerst geldig gepubliceerd door Gray in 1842.